# Atyriodes parapostica
Atyriodes parapostica là một loài bướm đêm trong họ Geometridae.